# Kimi ga nozomu eien
Kimi ga nozomu eien (君が望む永遠?), letteralmente "L'eternità che desideri", è un videogioco del 2001 dello studio âge che ha avuto diversi adattamenti e spin off, tra cui nel 2003 un anime di 14 episodi. L'anime è una commedia sentimentale che nasce come commedia scolastica per diventare un dramma con colpi di scena tragici.

## Trama
Quando Haruka Suzumiya confessa il suo amore a Takayuki Narumi, spinta dall'amica Mitsuki Hayase, questo accetta di uscire con lei e sebbene inizialmente lo faccia solo perché Mitsuki l'ha minacciato, a poco a poco il sentimento per Haruka si trasforma in amore, sebbene il ragazzo sia invaghito di Mitsuki (e quest'ultima provi la stessa cosa per lui).
Un giorno Takayuki arriva tardi ad un appuntamento con Haruka per essersi fermato a comprare un regalo di compleanno a Mitsuki: quando giunge sul luogo dell'appuntamento scopre che Haruka è stata investita da una macchina e che è caduta in un coma profondo. Col passare dei giorni il ragazzo cade in depressione, addossandosi la colpa dell'accaduto. A questo punto Mitsuki inizia a prendersi cura di lui e alla fine i due instaurano un vero rapporto di coppia, superando insieme la tragedia.
Dopo tre anni Haruka si sveglia improvvisamente. Spaesata e confusa, soffre di amnesia retrograda e i dottori scelgono di non dirle del passaggio di tempo finché la ragazza non si sia ripresa. Takayuki inizia ad andarla a trovare e dato che per la ragazza il tempo non è mai passato inizia a fingere di essere ancora il suo ragazzo finché sacrifica la propria vita privata per stare con lei. Mitsuki, profondamente turbata, lo lascia e il ragazzo è costretto a mettere ordine nel proprio cuore tra i sentimenti di colpa e responsabilità che prova nei confronti delle due ragazze e scegliere alla fine con chi stare.

## Personaggi
- Takayuki Narumi (voce Kishō Taniyama) - Il protagonista. Innamorato di Mitsuki, viene spinto da questa a stare con Haruka e poco per volta si invaghisce di quest'ultima. Quando Haruka ha l'incidente, Takayuki si addossa tutte le colpe e cade in depressione. Mitsuki lo aiuta a risollevarsi e i due si mettono insieme. Takayuki è un ragazzo che odia ferire i sentimenti delle persone e per questo non dice mai di no, non prende mai le decisioni necessarie. Ma proprio questo suo comportamento alla fine lo porta a scontrarsi con gli altri.
- Haruka Suzumiya (voce Minami Kuribayashi) - timida ed introversa, Haruka, spinta da Mitsuki, chiede a Takayuki di stare con lei e inaspettatamente questo accetta. L'incidente la fa precipitare in un coma da cui si sveglia soltanto tre anni dopo. Haruka colleziona storie illustrate per bambini e il suo sogno e proprio quello di diventare scrittrice di libri per bambini.
- Mitsuki Hayase (voce Chiaki Takahashi) - Amica di Takayuki e Haruka, è innamorata del ragazzo, anche se per amicizia spinge Haruka a dichiararsi a questo. Impegnata con il nuoto, quando Haruka viene investita si dedica a Takayuki e infine i due iniziano una storia d'amore. Lascia il nuoto per dedicarsi al lavoro. In cuor suo si sente responsabile per la tragedia di Haruka.
- Akane Suzumiya (voce Kaori Mizuhashi) - sorella di Haruka è molto amica di Takayuki, provando probabilmente amore nei suoi confronti, pur tenendolo segreto e Mitsuki per lei è sempre stata un modello. Quando Takayuki si mette insieme a Mitsuki, la Akane arriva ad odiare Mitsuki per aver portato via Takayuki da sua sorella e averla così tradita.
- Shinji Taira (voce Masaki Andou) - amico dei tre personaggi principali, Shinji ha una cotta per Mitsuki e in un momento di debolezza della ragazza dorme insieme a lei, tradendo la sua amicizia con Takayuki.
- Ayu Daikuuji (voce Kiyomi Asai) e Mayu Tamano (voce Kyouko Yoshida) - colleghe di lavoro di Takayuki. La prima è una ricca ragazzina viziata che non fa che creare problemi ai colleghi, la seconda è timida e costantemente plagiata da Ayu. Costituiscono nella serie l'unico momento di spensieratezza in ogni episodio (specialmente nel loro siparietto dopo i titoli di coda).

## Sigle
- Apertura:Precious Memories di Minami Kuribayashi (ep 3-14)
- Chiusura 1:Rumbling Hearts di Minami Kuribayashi (ep 2)
- Chiusura 2:Hoshizora no waltz di Minami Kuribayashi (ep 3-13)
- Chiusura 3:Kimi ga nozomu eien di MEGUMI (ep 14)

## Episodi
| Nº | Giapponese 「Kanji」 - Rōmaji | In onda          | In onda |
| Nº | Giapponese 「Kanji」 - Rōmaji | Giapponese       |         |
| 1  | 「第一話」 - Dai ichi wa      | 5 ottobre 2003   |         |
| 2  | 「第二話」 - Dai ni wa        | 12 ottobre 2003  |         |
| 3  | 「第三話」 - Dai san wa       | 19 ottobre 2003  |         |
| 4  | 「第四話」 - Dai yon wa       | 26 ottobre 2003  |         |
| 5  | 「第五話」 - Dai go wa        | 2 novembre 2003  |         |
| 6  | 「第六話」 - Dai roku wa      | 9 novembre 2003  |         |
| 7  | 「第七話」 - Dai nana wa      | 17 novembre 2003 |         |
| 8  | 「第八話」 - Dai hachi wa     | 23 novembre 2003 |         |
| 9  | 「第九話」 - Dai kyū wa       | 30 novembre 2003 |         |
| 10 | 「第十話」 - Dai jū wa        | 7 dicembre 2003  |         |
| 11 | 「第十一話」 - Dai jū-ichi wa | 14 dicembre 2003 |         |
| 12 | 「第十二話」 - Dai jū-ni wa   | 21 dicembre 2003 |         |
| 13 | 「第十三話」 - Dai jū-san wa  | 28 dicembre 2003 |         |
| 14 | 「最終話」 - Saishū wa        | 4 gennaio 2004   |         |